# National League 2022-2023 (Inghilterra)
La National League 2022-2023, conosciuta anche con il nome di Vanarama National League per motivi di sponsorizzazione, è stata la 44ª edizione del campionato inglese di calcio di quinta divisione, nonché il 19º con il formato attuale.

## Squadre partecipanti
| Squadra              | Città                | Stadio                          | Stagione precedente                         |
| -------------------- | -------------------- | ------------------------------- | ------------------------------------------- |
| Aldershot Town       | Aldershot            | Recreation Ground               | 20º posto in National League                |
| Altrincham           | Altrincham           | Moss Lane                       | 14º posto in National League                |
| Barnet               | Londra (High Barnet) | The Hive Stadium                | 18º posto in National League                |
| Boreham Wood         | Borehamwood          | Meadow Park                     | 9º posto in National League                 |
| Bromley              | Londra (Bromley)     | Hayes Lane                      | 10º posto in National League                |
| Chesterfield         | Chesterfield         | Proact Stadium                  | 7º posto in National League                 |
| Dagenham & Redbridge | Londra (Dagenham)    | Victoria Road                   | 8º posto in National League                 |
| Dorking Wanderers    | Dorking              | Meadowbank Stadium              | 2º posto in National League South, promosso |
| Eastleigh            | Eastleigh            | Ten Acres                       | 19º posto in National League                |
| Gateshead            | Gateshead            | Gateshead International Stadium | 1º posto in National League North, promosso |
| Halifax Town         | Halifax              | The Shay                        | 4º posto in National League                 |
| Maidenhead United    | Maidenhead           | York Road                       | 17º posto in National League                |
| Maidstone United     | Maidstone            | Gallagher Stadium               | 1º posto in National League South, promosso |
| Notts County         | Nottingham           | Meadow Lane                     | 5º posto in National League                 |
| Oldham Athletic      | Oldham               | Boundary Park                   | 23º posto in EFL League Two, retrocesso     |
| Scunthorpe United    | Scunthorpe           | Glanford Park                   | 24º posto in EFL League Two, retrocesso     |
| Solihull Moors       | Solihull             | Damson Park                     | 3º posto in National League                 |
| Southend United      | Southend-on-Sea      | Roots Hall                      | 13º posto in National League                |
| Torquay United       | Torquay              | Plainmoor                       | 11º posto in National League                |
| Wealdstone           | Londra (Ruislip)     | Grosvenor Vale                  | 16º posto in National League                |
| Woking               | Woking               | Kingfield Stadium               | 15º posto in National League                |
| Wrexham              | Wrexham              | Racecourse Ground               | 2º posto in National League                 |
| Yeovil Town          | Yeovil               | Huish Park                      | 12º posto in National League                |
| York City            | York                 | York Community Stadium          | 5º posto in National League North, promosso |

## Classifica
|  | Pos. | Squadra           | Pt  | G  | V  | N  | P  | GF  | GS  | DR  |
|  | ---- | ----------------- | --- | -- | -- | -- | -- | --- | --- | --- |
|  | 1.   | Wrexham           | 111 | 46 | 34 | 9  | 3  | 116 | 43  | +73 |
|  | 2.   | Notts County      | 107 | 46 | 32 | 11 | 3  | 117 | 42  | +75 |
|  | 3.   | Chesterfield      | 84  | 46 | 25 | 9  | 12 | 81  | 52  | +29 |
|  | 4.   | Woking            | 82  | 46 | 24 | 10 | 12 | 71  | 48  | +23 |
|  | 5.   | Barnet            | 74  | 46 | 21 | 11 | 14 | 75  | 67  | +8  |
|  | 6.   | Boreham Wood      | 72  | 46 | 19 | 15 | 12 | 52  | 40  | +12 |
|  | 7.   | Bromley           | 71  | 46 | 18 | 17 | 11 | 68  | 53  | +15 |
|  | 8.   | Southend Utd      | 69  | 46 | 20 | 9  | 17 | 57  | 45  | +12 |
|  | 9.   | Eastleigh         | 67  | 46 | 19 | 10 | 17 | 56  | 57  | -1  |
|  | 10.  | Dag & Red         | 63  | 46 | 18 | 9  | 19 | 61  | 72  | -11 |
|  | 11.  | Halifax Town      | 61  | 46 | 16 | 13 | 17 | 49  | 48  | +1  |
|  | 12.  | Oldham Athletic   | 61  | 46 | 16 | 13 | 17 | 63  | 64  | -1  |
|  | 13.  | Wealdstone        | 60  | 46 | 16 | 12 | 18 | 57  | 72  | -15 |
|  | 14.  | Gateshead (-1)    | 59  | 46 | 15 | 15 | 16 | 67  | 62  | +5  |
|  | 15.  | Solihull Moors    | 58  | 46 | 15 | 13 | 18 | 62  | 66  | -4  |
|  | 16.  | Dorking Wanderers | 57  | 46 | 16 | 9  | 21 | 67  | 91  | -24 |
|  | 17.  | Altrincham        | 56  | 46 | 14 | 14 | 18 | 68  | 82  | -14 |
|  | 18.  | Aldershot Town    | 53  | 46 | 14 | 11 | 21 | 64  | 76  | -12 |
|  | 19.  | York City         | 51  | 46 | 13 | 12 | 21 | 55  | 63  | -8  |
|  | 20.  | Maidenhead Utd    | 50  | 46 | 13 | 11 | 22 | 47  | 66  | -19 |
|  | 21.  | Torquay Utd       | 48  | 46 | 12 | 12 | 22 | 58  | 80  | -22 |
|  | 22.  | Yeovil Town       | 40  | 46 | 7  | 19 | 20 | 35  | 60  | -25 |
|  | 23.  | Scunthorpe Utd    | 34  | 46 | 8  | 10 | 28 | 49  | 87  | -38 |
|  | 24.  | Maidstone Utd     | 25  | 46 | 5  | 10 | 31 | 45  | 104 | -59 |

Legenda:
      Promosso in EFL League Two 2023-2024.
  Partecipa ai play-off.
      Retrocesso in National League North 2023-2024.
      Retrocesso in National League South 2023-2024.
Regolamento:
Tre punti a vittoria, uno a pareggio, zero a sconfitta.
In caso di arrivo di due o più squadre a pari punti, la graduatoria verrà stilata secondo i seguenti criteri:
- differenza reti
- maggior numero di gol segnati
- maggior numero di vittorie
- classifica avulsa

Note:

Il Gateshead è stato sanzionato con 1 punto di penalizzazione per aver utilizzato un calciatore non idoneo.

## Spareggi

### Play-off

#### Tabellone
|  | Quarti di finale | Quarti di finale | Quarti di finale |  |  | Semifinali | Semifinali         | Semifinali         | Semifinali   |   |  | Finale | Finale                 | Finale |  |
|  |                  |                  |                  |  |  |            |                    |                    |              |   |  |        |                        |        |  |
|  | 5                | Barnet           | 1                |  |  |            |                    |                    |              |   |  |        |                        |        |  |
|  | 6                | Boreham Wood     | 2                |  |  | 2          | Notts County (dts) | Notts County (dts) | 3            |   |  |        |                        |        |  |
|  |                  |                  |                  |  |  | 6          | Boreham Wood       | Boreham Wood       | 2            |   |  |        |                        |        |  |
|  |                  |                  |                  |  |  |            |                    |                    |              |   |  | 2      | Notts County (4-3 dcr) | 2      |  |
|  | 4                | Woking           | 1                |  |  |            |                    | 3                  | Chesterfield | 2 |  |        |                        |        |  |
|  | 7                | Bromley          | 2                |  |  | 3          | Chesterfield (dts) | Chesterfield (dts) | 3            |   |  |        |                        |        |  |
|  |                  |                  |                  |  |  | 7          | Bromley            | Bromley            | 2            |   |  |        |                        |        |  |

#### Quarti di finale
|        | Risultati |              | Luogo e data                        |
| ------ | --------- | ------------ | ----------------------------------- |
| Barnet | 1 - 2     | Boreham Wood | Londra (High Barnet), 2 maggio 2023 |
| Woking | 1 - 2     | Bromley      | Woking, 3 maggio 2023               |
|        |           |              |                                     |

#### Semifinali
|              | Risultati   |              | Luogo e data                |
| ------------ | ----------- | ------------ | --------------------------- |
| Notts County | 3 - 2 (dts) | Boreham Wood | Nottingham, 7 maggio 2023   |
| Chesterfield | 3 - 2 (dts) | Bromley      | Chesterfield, 7 maggio 2023 |
|              |             |              |                             |

#### Finale
|              | Risultati         |              | Luogo e data                     |
| ------------ | ----------------- | ------------ | -------------------------------- |
| Notts County | 2-2 dts (4-3 dcr) | Chesterfield | Londra (Wembley), 13 maggio 2023 |
|              |                   |              |                                  |